# Koroneiki
La koroneiki és una varietat grega d'olivera, la principal varietat per a oli de Grècia. Ocupa un 60% de la superfície total dedicada a l'olivera d'aquell país i està molt estesa a les regions del Peloponès i Creta.
L'arbre té un vigor mitjà, resisteix fins a cert punt l'aridesa però és molt sensible al fred i, per tant, no es conrea aquesta varietat per sobre dels 400-500 metres sobre el nivell del mar. Floreix molt aviat. No tarda gaires anys a començar a produir. Fa una oliva amb una forma lleugerament asimètrica que és considerada com molt petita, ja que pesa menys de dos grams. La maduració del fruit és més aviat precoç i la productivitat elevada i constant, sense que es presenti una acusada contranyada.
El percentatge d'oli que contenen les olives és alt i és de fàcil extracció. Les qualitats organolèptiques resulten molt bones i l'oli és molt estable o sigui que dificílment s'enrancia.